# Song Aimin
Song Aimin (chin. upr. 宋爱民, chin. trad. 宋愛民, pinyin Sòng Àimín; ur. 15 marca 1978 w Hengshui) – chińska lekkoatletka, dyskobolka, dwukrotna olimpijka (2004, 2008).

## Osiągnięcia
- srebrny medal igrzysk azjatyckich (Pusan 2002)
- złoto mistrzostw Azji (Inczon 2005)
- 3. miejsce w Pucharze Świata (Ateny 2006)
- złoty medal igrzysk azjatyckich (Doha 2006)
- brązowy medal igrzysk olimpijskich (Pekin 2008)
- 5. lokata na mistrzostwach świata (Berlin 2009)
- złoto mistrzostw Azji (Guangdong 2009)
- srebro igrzysk azjatyckich (Kanton 2010)

## Rekordy życiowe
- rzut dyskiem – 65,44 (2009)